# Centrolene
Centrolene är ett släkte av groddjur. Centrolene ingår i familjen glasgrodor.
Arterna förekommer i Anderna och i låglandet från Venezuela och Colombia till regionen Guyana och Peru. De lever främst i fuktiga skogar.

## ArteriCentrolene, i alfabetisk ordning[1]
- Centrolene acanthidiocephalum
- Centrolene altitudinale
- Centrolene andinum
- Centrolene antioquiense
- Centrolene audax
- Centrolene azulae
- Centrolene bacatum
- Centrolene balionotum
- Centrolene ballux
- Centrolene buckleyi
- Centrolene callistommum
- Centrolene condor
- Centrolene durrellorum
- Centrolene fernandoi
- Centrolene geckoideum
- Centrolene gemmatum
- Centrolene gorzulae
- Centrolene grandisonae
- Centrolene guanacarum
- Centrolene heloderma
- Centrolene hesperium
- Centrolene huilense
- Centrolene hybrida
- Centrolene ilex
- Centrolene lemniscatum
- Centrolene litorale
- Centrolene lynchi
- Centrolene mariaelenae
- Centrolene medemi
- Centrolene muelleri
- Centrolene notostictum
- Centrolene paezorum
- Centrolene peristictum
- Centrolene petrophilum
- Centrolene pipilatum
- Centrolene prosoblepon
- Centrolene quindianum
- Centrolene robledoi
- Centrolene sanchezi
- Centrolene scirtetes
- Centrolene tayrona
- Centrolene venezuelense